# آل خاطر
آل خاطر البوعينين""هم في الشرق الأوسط، من بني عبداللّٰه بن دارم أحد بطون بني حنظلة من بني تميم. تنتشر الأسرة في السعودية وقطر والبحرين. ويعود أصلها إلى حوطه بني تميم. آل خاطر بنوا مدينتين رئيسيتين في شبه الجزيرة العربية وهما الجبيل في المملكة العربية السعودية والوكرة العاصمة السابقة لقطر.
لدى آل خاطر علاقات عائلية وسياسية وثيقة مع آل سعود حكام المملكة العربية السعودية، وآل خليفة حكام البحرين، و آل ثاني حكام قطر.
دليل على ان ال خاطر هم شيوخ البعوينين:
هذا ما قاله الشاعر سالم بن جبر البوحمود آل بوعينين في آل خاطر شيوخ
قبيلة آل بوعينين ونصاحا الشيخ منصور بن أحمد بن علي آل خاطر
ياناشد منهم شيوخ آل بوعينين
أسلم وسلِّم ثم دوك الإجابة
شيوخنا آلخاطر على رأس والعين
```
أهل البلد متمركزين بصلابه
```

هم أسسوا الجبيل لو تنشد الطين
جاوب حصاها ياملا مع ترابه
قم أنشد شيوخ العرب والسلاطين
تصفح التاريخ واقرا كتابه
والله واللي نزل الطور والعين
كل القبائل شاهده مرحبا به
الخاطر شيوخ علينا من سنين
غصبن على اللي ياعرب  مارضابه
ما هو ب كذب محرف من شياطين
تفرق الادنين ويا القرابه
يقولها الي مرتكي بين جدين
من نسل شيخ من سلالة ذيابه
بعرض نظيف من الدنس ما مشابه
أهل المروه هم زبون المدايين 
هم فزعة المظيوم شِيَب وشبابه
والله ثم والله مايفرق ثنين
ياغير  نمام  وفاقد صوابه
```
ياجاهل التاريخ ركز معي زين
```

الخاطر معروفين دون الكتابه
والله لوتنشر كتابك إلى صين
حتيش ثم حتيش محدٍ درابه
حصباة بزيع  إشارة بين قوسين
بعض العرب عقله سواة الخرابه
مايجحد الخاطر ياغير المظلين
اللي مع بعض البهايم تشابه
القافله تمشي شيوخ وسارين
ما همها نبح السلق والكلابه 
واشوف فيك ناس اكثر بخيصين 
ما عاد لك وسط المجالس مهابه
دع عنك هرج ملفق من وراعين
يا اللي تمايل في بشوت خبابه
من فوق رأسك لا تضيح حسابه
لا تفكر ان الناس مثلك غشيمين
الكل فاهم لو نشدته جوابه
الخاطر عند اللي قريب و بعيدين
سيرة مثل نفحة عطر ياهلا به
للضيف و المحتاج ناسٍ كريمين
عند شدائد يوقفون بصلابه
منهم بوعبدالله يزيد الموازين
له رايتن بيضاء علت فوق بابه 
منصور بن أحمد حر ضد المعادين
يا والله  اللي رابح من لجابه
زبن الضعيف اللي شكى زايد الدين
رجلٍ سنافي في العسر ينذرى به
ختامها صلوا على خير هادين
محمد المختار هادي الصحابه
الكل فاهم لو نشدته جوابه
سيرة مثل نفحة عطر يا هلا به
عند الشدايد يوقفون بصلابه
له راية بيضاء علت فوق بابه
يا والله اللي رابحٍ من جنابه
رجلٍ سنافي في العسر يُنذرى به
محمد المختار هادي الصحابه

## آل خاطر وآل ثاني
آل خاطر وآل ثاني تربطهما علاقات وثيقة، فعندما سُجن الشيخ قاسم بن محمد بن ثاني آل ثاني في البحرين، توسطوا أعضاء من آل خاطر لإخراجه من السجن حيث استبدلوا الشيخ قاسم بالشيخ إبراهيم بن علي آل خليفة الذي اعتقل في قطر، وفي وقت لاحق أصبحت الروابط الأسرية أقوى بسبب الزيجات، حيث تزوجت الشيخة عائشة بنت خاطر آل خاطر من الشيخ عبد الرحمن بن قاسم رئيس فرع العبدالرحمن من آل ثاني، وتزوج الشيخ محمد بن حسن آل خاطر من الشيخة سبيكة ابنة الشيخ قاسم، كما تزوج الشيخ فهد بن محمد بن حسن من الشيخة نورة بنت علي الابنة الوحيدة للشيخ علي بن قاسم آل ثاني الملقب بـ"جوعان". تعد العلاقات الأسرية بين آل خاطر وآل ثاني هي واحدة من أقوى الروابط في قطر بسبب الزيجات التي حدثت بين هاتين العائلتين.

## آل خاطر وآل سعود
بدأت العلاقة بين العائلتين عندما وجد محمد بن حسن آل خاطر عبد الرحمن بن فيصل. آخر حاكم للدولة السعودية الثانية وهو يلتمس اللجوء في مسجده في البحرين عندما هزمه آل رشيد وأجبر بذلك على المنفى، حيث عرض عليه محمد بن حسن وعلى من معه (بمن فيهم ابنه الملك فيما بعد، عبدالعزيز) الإقامة في منزله ثم ساعد محمد بن حسن عبد الرحمن في الوصول إلى عيسى بن علي آل خليفة.

آل خاطر في المملكة العربية السعودية، وقفوا مع الملك عبد العزيز آل سعود في توحيد المملكة العربية السعودية حيث أنضمت قوات آل خاطر إلى قوات الملك عبدالعزيز آل سعود وساعدوا في حرب التوحيد في المنطقة التي يسيطرون عليها وفي المناطق المجاورة، وشارك الشيخ محمد بن علي آل خاطر وأبناء عمومته مع الملك عبد العزيز آل سعود في معركة كنزان بمنطقة كنزان قرب الأحساء، في تاريخ 15 شعبان 1333هـ الموافق 28 يونيو 1915م .
بعد حرب التوحيد، كان للملك عبدالعزيز علاقة قوية مع قادة آل خاطر حيث كان يزورهم من وقت لآخر، وحتى أنه أراد الزواج من إحدى بنات الشيخ محمد بن علي آل خاطر الذي كانت له رئاسة الجبيل في ذلك الوقت لكنهن كن متزوجات.

## آل خاطر وآل خليفة
كان للشيخ محمد بن حسن آل خاطر علاقات قوية مع رؤساء آل خليفة، وكان هو نفسه يمتلك العديد من المزارع في البحرين بما في ذلك المزارع التي لا تزال موجودة حاليًا بالقرب من مطار البحرين الدولي حيث يمكن للجميع في الوقت الحاضر مشاهدة جزء من إحدى مزارعه القديمة أثناء الهبوط والإقلاع.
ساعد الشيخ محمد بن حسن في تبادل الشيخ إبراهيم بن علي آل خليفة مع الشيخ قاسم بن محمد آل ثاني حيث تم القبض على الشيخ إبراهيم في قطر والشيخ قاسم في البحرين.

## الخلاف حول نسب آل خاطر
آل خاطر من قبيلة البوعينين يعود أصولهم إلى بني تميم، خالد بن عبد الله بن دارم التميمي الذي سكن لعينين وقبيلته بعد هجرتهم من حوطه بني تميم. حيث كان ينزل أرضاً يقال لها عينين فلُقبت قبيلته بها نسبةً لتلك العينين. كان لدى آل خاطر العديد من العلاقات مع العائلات والقبائل في الجزيرة العربية مع نمو آل خاطر بشكل أكبر وأقوى، العديد من هذه العلاقات دفعت العديد من العائلات والقبائل إلى محاولة الإقتراب من آل خاطر إما عن طريق وصفهم بأبناء العمومة أو جعلهم جزءً من القبيلة. بنو خالد على سبيل المثال الذين ينحدرون من خالد بن الوليد، كان لدى آل خاطر حلف معهم ولكن لاينتمون إليهم مما أدى إلى سوء الفهم عند البعض. لكن كما هو معروف تاريخياً وكما أوضحوا آل خاطر أنهم ينتمون إلى بني تميم.